# Serie A2 2012-2013 - Girone B (pallamano maschile)

## Formula
- Stagione regolare: le 9 squadre partecipanti disputano un girone all'italiana di andata e ritorno.
- Squadra promossa: la prima classificata sarà promossa in serie A - 1ª Div. Naz. nella stagione successiva.
- Squadra retrocessa: la squadra classificata all'ultimo posto sarà retrocessa in serie B nella stagione successiva.

## Squadre partecipanti
- Algund
- Eppan
- Cellini Padova
- Malo
- Oderzo (Visa)

- Paese
- San Fior (Gridiron)
- Schio
- Taufers

## Risultati
| andata | 1ª giornata        | ritorno |
| ------ | ------------------ | ------- |
| 35-23  | Schio - Sanfiorese | 25-36   |
| 26-23  | Eppan - Oderzo     | 16-30   |
| 31-14  | Paese - Algund     | 26-31   |
| 25-37  | Taufers - Malo     | 19-23   |

| andata | 4ª giornata         | ritorno |
| ------ | ------------------- | ------- |
| 21-35  | Malo - Eppan        | 27-34   |
| 27-32  | Padova - Paese      | 25-26   |
| 35-15  | Oderzo - Taufers    | 32-27   |
| 23-27  | Sanfiorese - Algund | 27-30   |

| andata | 7ª giornata         | ritorno |
| ------ | ------------------- | ------- |
| 35-23  | Sanfiorese - Padova | 27-23   |
| 30-27  | Oderzo - Malo       | 28-20   |
| 26-24  | Paese - Schio       | 28-30   |
| 24-26  | Taufers - Eppan     | 21-39   |

| andata | 2ª giornata        | ritorno |
| ------ | ------------------ | ------- |
| 22-28  | Padova - Eppan     | 19-34   |
| 40-24  | Oderzo - Schio     | 34-21   |
| 25-26  | Sanfiorese - Paese | 24-32   |
| 25-18  | Algund - Taufers   | 31-29   |

| andata | 5ª giornata       | ritorno |
| ------ | ----------------- | ------- |
| 18-27  | Algund - Oderzo   | 22-35   |
| 19-29  | Schio - Eppan     | 23-25   |
| 28-29  | Sanfiorese - Malo | 29-27   |
| 28-34  | Taufers - Padova  | 25-26   |

| andata | 8ª giornata     | ritorno |
| ------ | --------------- | ------- |
| 25-26  | Paese - Malo    | 32-30   |
| 26-21  | Schio - Taufers | 38-32   |
| 27-22  | Eppan - Algund  | 24-26   |
| 24-28  | Padova - Oderzo | 16-33   |

| andata | 3ª giornata          | ritorno |
| ------ | -------------------- | ------- |
| 26-36  | Paese - Oderzo       | 17-31   |
| 33-26  | Algund - Malo        | 23-25   |
| 30-29  | Schio - Padova       | 30-25   |
| 29-30  | Taufers - Sanfiorese | 21-31   |

| andata | 6ª giornata         | ritorno |
| ------ | ------------------- | ------- |
| 25-24  | Malo - Schio        | 24-26   |
| 33-22  | Eppan - Paese       | 31-21   |
| 17-21  | Padova - Algund     | 20-34   |
| 34-22  | Oderzo - Sanfiorese | 33-22   |

| andata | 9ª giornata        | ritorno |
| ------ | ------------------ | ------- |
| 39-34  | Algund - Schio     | 33-35   |
| 33-24  | Malo - Padova      | 36-35   |
| 24-25  | Sanfiorese - Eppan | 27-31   |
| 22-24  | Taufers - Paese    | 22-23   |

## Classifica
|  | Pos. | Squadra        | Pt | G  | V  | VR | P  | PR | GF  | GS  | DR   |
|  | ---- | -------------- | -- | -- | -- | -- | -- | -- | --- | --- | ---- |
|  | 1.   | Oderzo         | 45 | 16 | 15 | 0  | 1  | 0  | 509 | 343 | +166 |
|  | 2.   | Eppan          | 41 | 16 | 13 | 1  | 2  | 0  | 463 | 371 | +92  |
|  | 3.   | Algund         | 31 | 16 | 10 | 0  | 5  | 1  | 429 | 424 | +5   |
|  | 4.   | Paese          | 28 | 16 | 9  | 0  | 6  | 1  | 417 | 431 | -14  |
|  | 5.   | Malo           | 23 | 16 | 7  | 1  | 8  | 0  | 436 | 450 | -14  |
|  | 6.   | Schio          | 22 | 16 | 6  | 2  | 8  | 0  | 444 | 469 | -25  |
|  | 7.   | San Fior       | 17 | 16 | 5  | 1  | 10 | 0  | 433 | 450 | -17  |
|  | 8.   | Cellini Padova | 7  | 16 | 2  | 0  | 13 | 1  | 389 | 480 | -91  |
|  | 9.   | Taufers        | 2  | 16 | 0  | 0  | 14 | 2  | 378 | 480 | -102 |

Legenda:

      Promossa in Serie A - 1ª Divisione Nazionale 2013-2014
      Retrocessa in Serie B 2013-2014

## Verdetti
- Oderzo: promossa in Serie A - 1ª Divisione Nazionale 2013-2014.
- Taufers: retrocessa in Serie B 2013-2014.